# NGC 4313
NGC 4313 é uma galáxia espiral (Sab) localizada na direcção da constelação de Virgo. Possui uma declinação de +11° 48' 04" e uma ascensão recta de 12 horas, 22 minutos e 38,3 segundos.
A galáxia NGC 4313 foi descoberta em 15 de Março de 1784 por William Herschel.